# Fíkovník
Fíkovník (Ficus) je rod vyšších dvouděložných rostlin z čeledi morušovníkovité (Moraceae). Zahrnuje asi 1000 druhů a je rozšířen v tropech a subtropech celého světa. Fíkovníky jsou dřeviny s jednoduchými listy a drobnými květy ve specializovaném dužnatém květenství, z něhož se pak vyvíjí charakteristické plodenství – fík. Opylení probíhá specializovanou vazbou s fíkovými vosičkami. Asi polovina druhů jsou hemiepifyty, náležející mezi tzv. škrtiče, obrůstající kmen obsazeného stromu. Fíkovníky mají dosti všestranné využití. Fíkovník smokvoň poskytuje známé ovoce, fíky. Některé druhy patří mezi oblíbené pokojové rostliny, pěstované nejčastěji pod názvem fíkus.

## Charakteristika
Fíkovníky jsou opadavé nebo stálezelené keře, stromy nebo liány. Některé druhy rostou jako tzv. škrtiče, které ovinou kmen hostitelského stromu spletí dřevnatých stonků a postupně jej zadusí. Zřídka rostou jako epifyty. U epifytů a některých lián bývají vyvinuty adventivní vzdušné kořeny. Stromy mají nezřídka u paty kmene opěrné pilíře. Rostliny obsahují mléčný latex. Listy jsou jednoduché, střídavé, řidčeji vstřícné nebo víceméně přeslenité. Čepel listů je celistvá nebo laločnatá, se zpeřenou nebo dlanitou žilnatinou, lysá nebo chlupatá, celokrajná nebo zubatá. Palisty jsou u většiny zástupců charakteristicky kápovitě srostlé a uzavírající vrcholový pupen, opadavé nebo víceméně vytrvalé. Na bázi střední žilky nebo v úžlabí hlavních žilek na spodní straně listů bývají voskové žlázky.
Rostliny jsou jednodomé nebo dvoudomé. Květenství fíkovníku je velmi specializované, nazývané sykonium nebo prostě fík. Fíky jsou přisedlé nebo stopkaté a vyrůstají v úžlabí listů nebo přímo z větévek či kmenů, výjimečně i pod úrovní terénu. Samotné květy jsou velmi drobné, bezkorunné a jsou umístěny na vnitřní straně duté češule (receptákula), která je s vnějškem spojena jen drobným apikálním pórem, někdy navíc uzavřeným šupinovitými listeny. Na bázi fíku jsou obvykle 3 zákrovní listeny, někdy jsou přítomny i opadavé nebo vytrvalé šupinovité listeny na boční straně. Ve fíku jsou až 3 druhy květů. Květy jsou obvykle podepřeny kalichem až se 6 laloky. Samčí květy obsahují nejčastěji 1 až 3 tyčinky, v samičích je jediný semeník s 1 nebo 2 nestejnými čnělkami. Sterilní květy jsou podobné samičím, netvoří ale semena a obvykle jsou obydleny fíkovými vosičkami. Plodem jsou nažky, obvykle uzavřené v dutém zdužnatělém fíku.

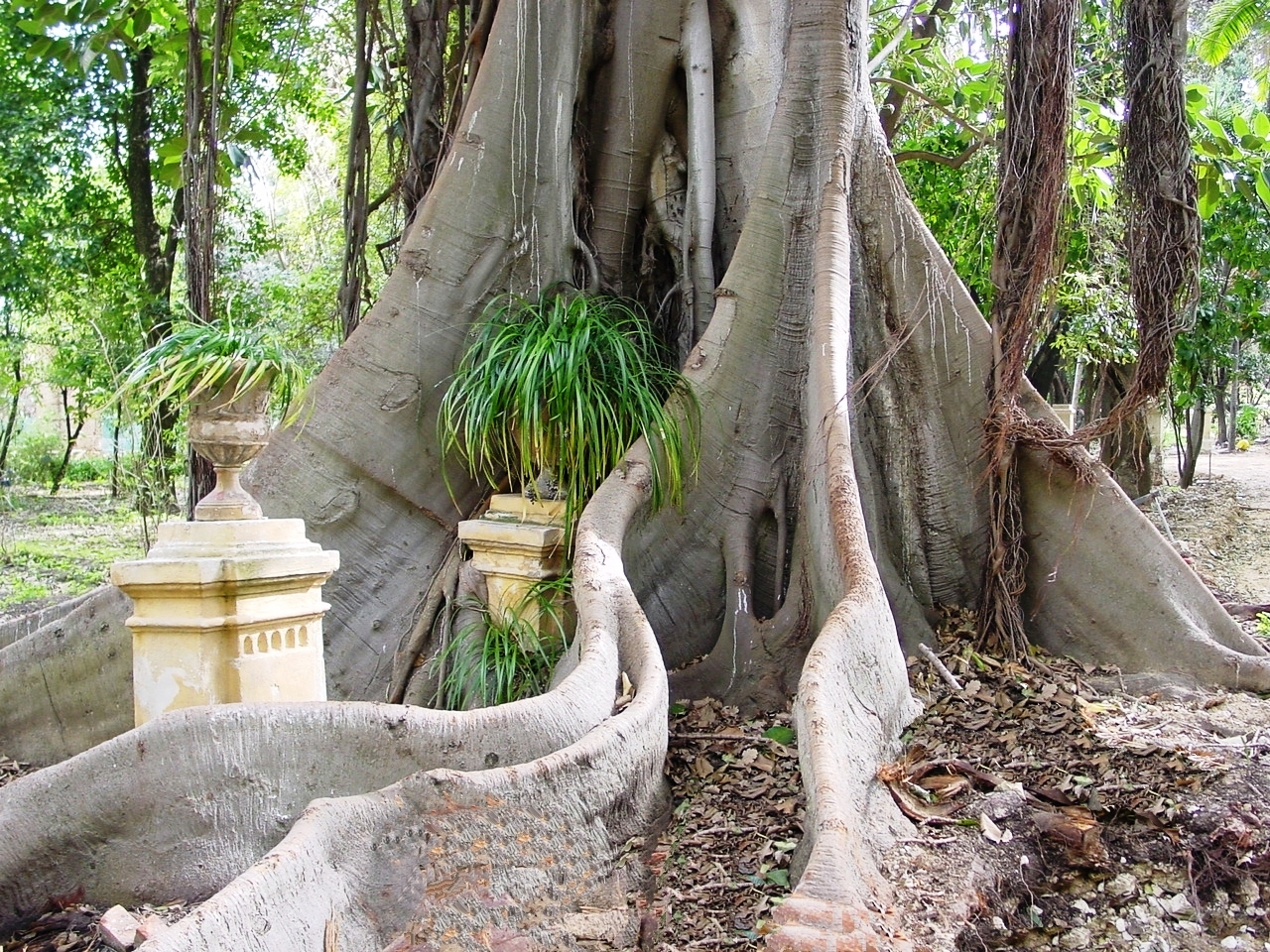
Kořenové náběhy Ficus macrophylla
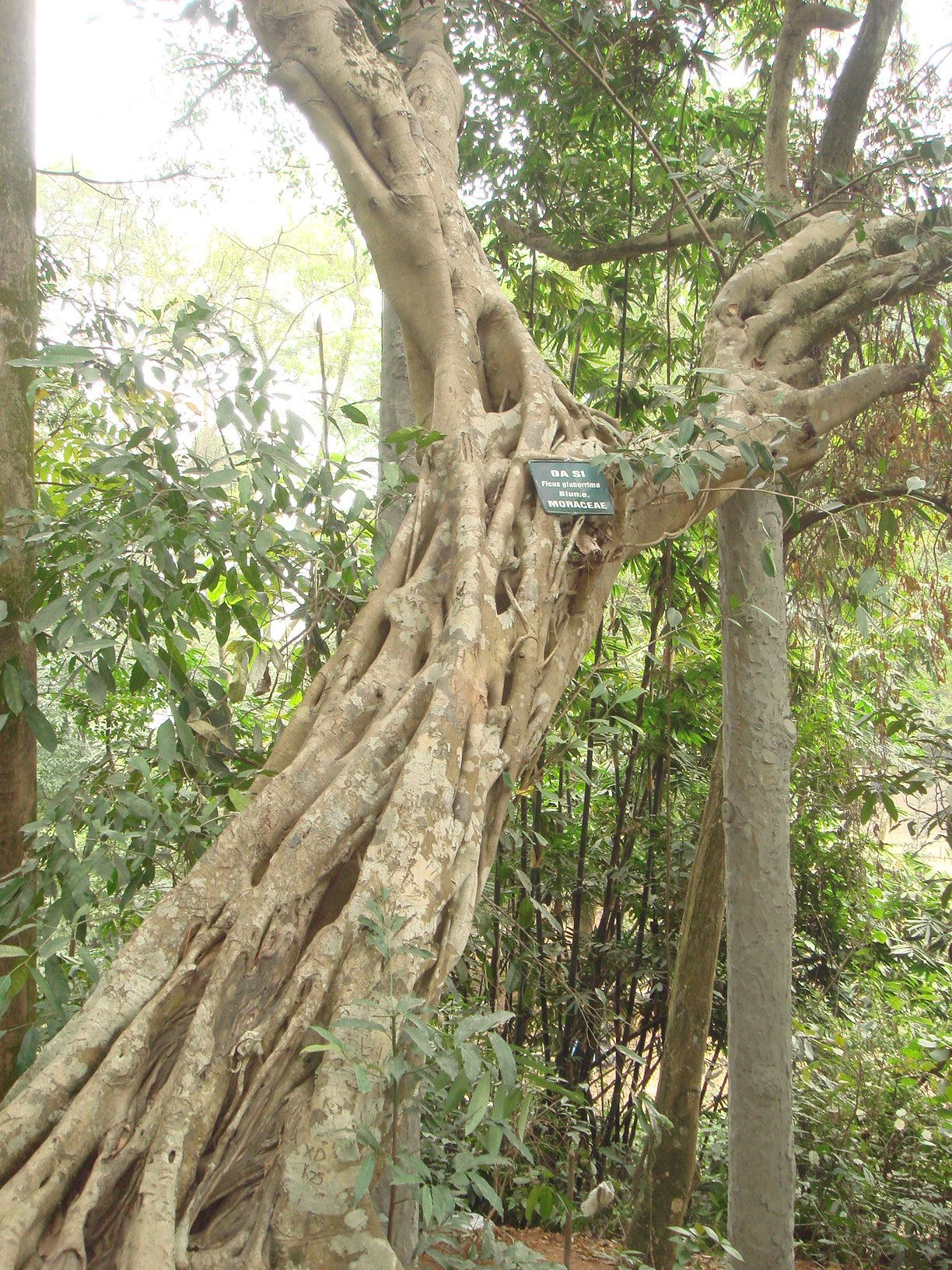
Stromový škrtič Ficus glaberrima
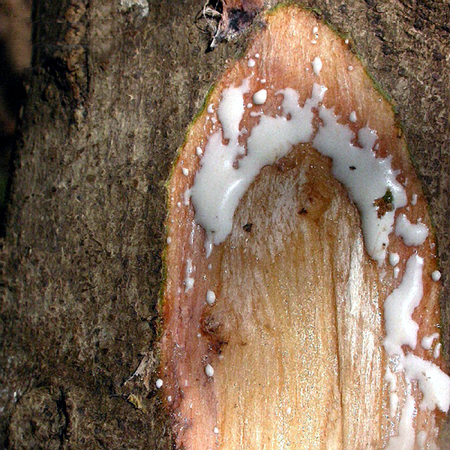
Latex prýštící z naseklého kmene Ficus thonningii
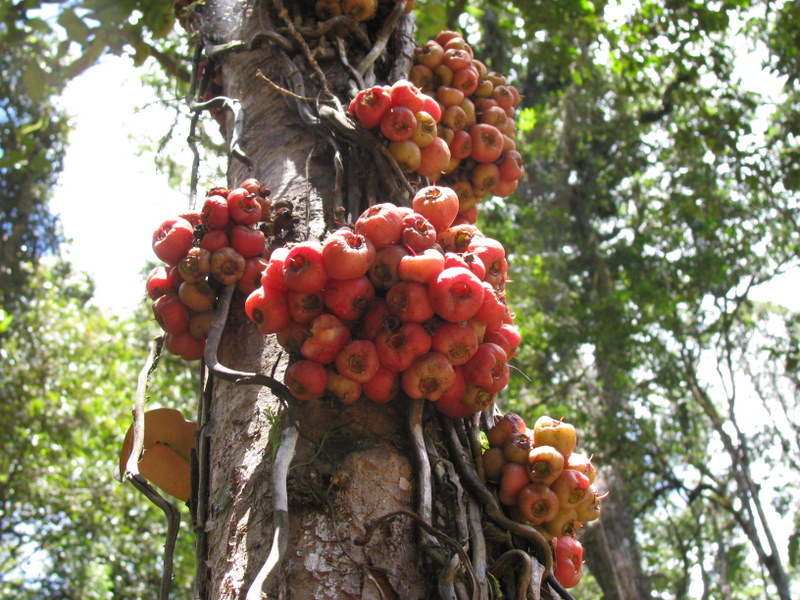
Zralé fíky na kmeni fíkovníku na Nové Guineji

## Rozšíření
Rod fíkovník zahrnuje asi 1000 druhů. Je rozšířen v tropech a subtropech celého světa, s největším druhovým zastoupením v jihovýchodní Asii. V Evropě roste jediný druh, fíkovník smokvoň (Ficus carica), pocházející původně z Přední Asie a dnes rozšířený v celém Středomoří.
V tropických deštných lesích Afriky, Asie i Ameriky náleží fíkovníky mezi důležité složky stromového patra.

## Ekologické interakce

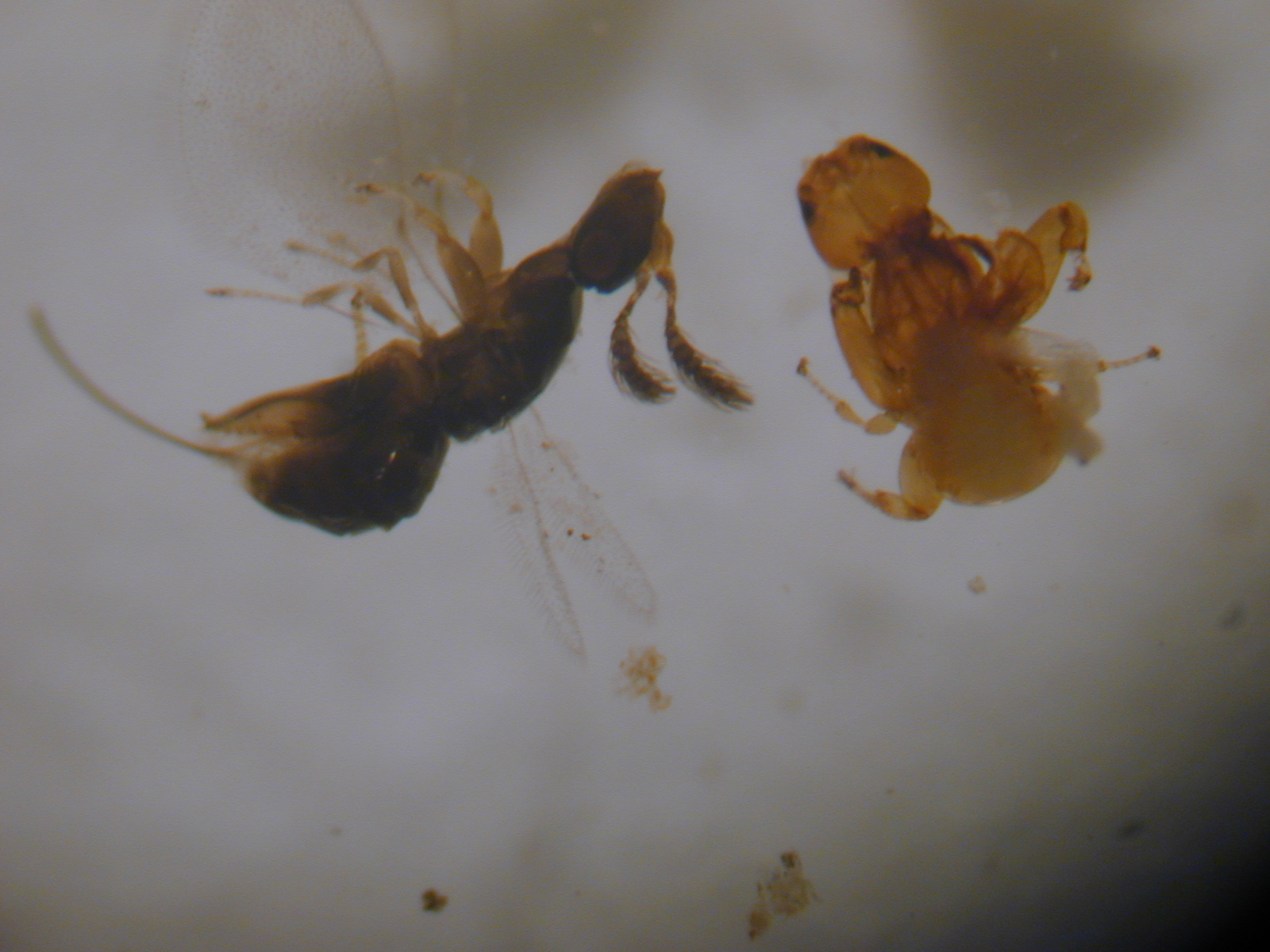
Pár fíkových vosiček z Ficus microcarpa

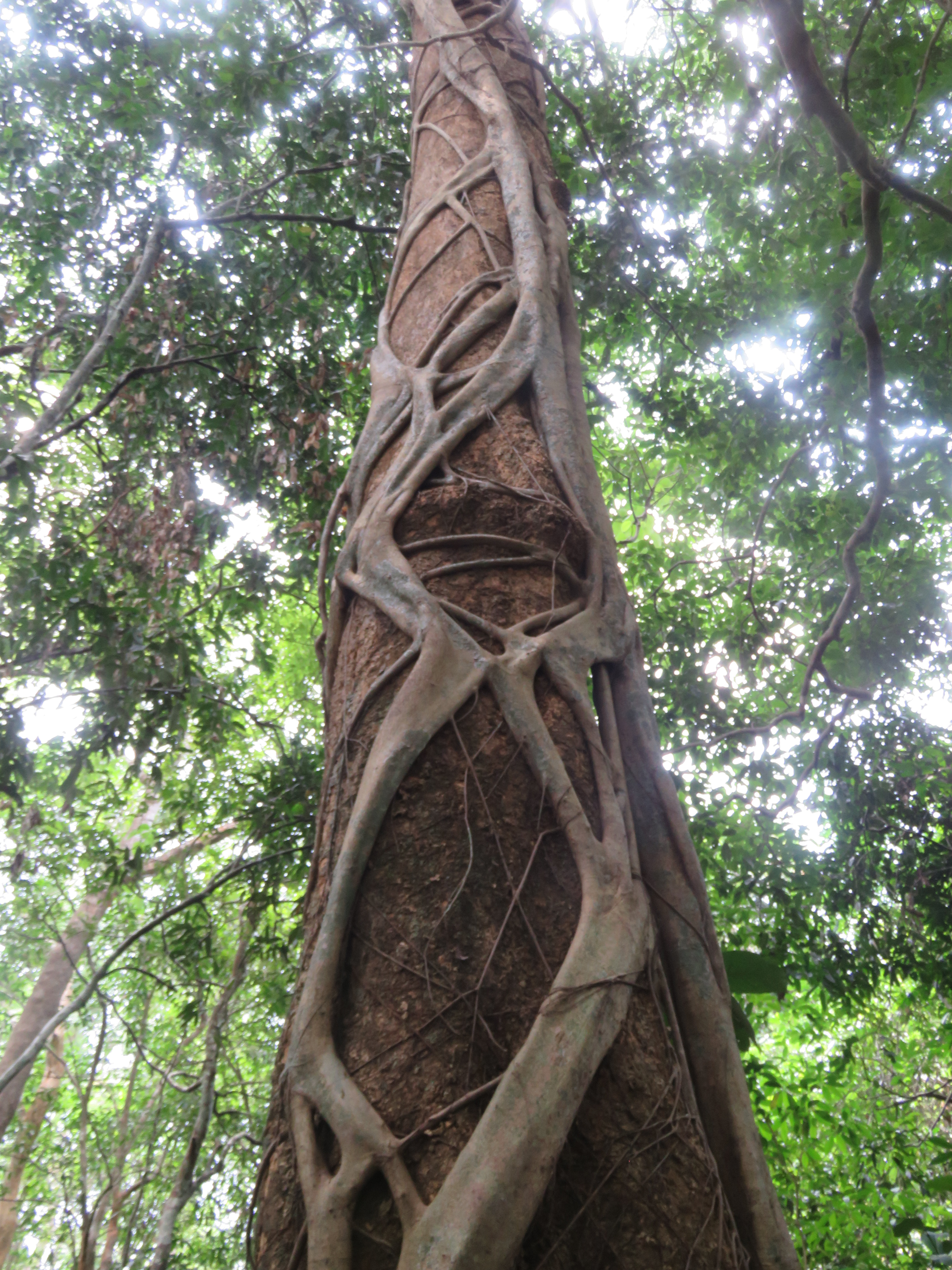
Fíkovník jako škrtič

Fíkovníky mají vysoce specializovaný a unikátní systém opylování. Květy jsou opylovány tzv. fíkovými vosičkami z čeledi fíkovnicovití (Agaonidae), jejichž životní cyklus je úzce spjat s cykly vývoje fíků. Každý druh fíkovníku většinou obligátně opyluje jeden druh vosičky. Okřídlené jsou pouze samičky, které po vylíhnutí opustí sykonium a přenášejí pyl do jiného fíku. Při snaze dostat se dovnitř obyčejně ztrácejí křídla. Uvnitř sykonia samičky nakladou vajíčka do krátkočnělečných samičích nebo do sterilních květů, zatímco květy s dlouhou čnělkou jsou pro jejich kladélko nedosažitelné. V dlouhočnělečných květech dozrávají semena, z ostatních se po určitém čase líhne nová generace vosiček. Bezkřídlí samci jsou slepí, mají však mohutné kousací ústrojí. Kopulují se samičkami a prokousávají otvory ve stěně, kterými potom samičky fík opouštějí. Po výletu samiček fíky nezřídka mění barvu a stávají se atraktivní pro různá plodožravá zvířata a ptáky. Molekulární studie ukázaly, že samičky fíkových vosiček jsou velmi výkonné v roznášení pylu na velké vzdálenosti, čítající území o rozloze stovek čtverečních kilometrů.
Na tropických fíkovnících fíky zpravidla dozrávají po celý rok a jsou tak v tropických deštných lesích podstatným potravním zdrojem, na kterém jsou mnohá zvířata a ptáci závislí zejména v obdobích nedostatku jiných plodů.
Asi polovina z celkového počtu druhů fíkovníků jsou hemiepifyty, tedy rostliny, jejichž životní cyklus začíná v korunním patře lesního porostu, kde vyklíčí ze semene zaneseného s trusem nějakého plodožravého obratlovce. Zde rostlina roste zprvu jako epifyt a později se prostřednictvím kořenů spojuje se zemí. Většina z těchto druhů náleží mezi tzv. škrtiče. Jejich životní strategie spočívá v tom, že využijí kmen stromu jako oporu a obrostou jej spletí dřevnatých kořenů. Některé z nich používají strom jen jako oporu, zatímco u jiných dřevnaté kořeny mohutnějí a navzájem srůstají v pevnou spleť, která obsazený strom nakonec zcela zadusí, neboť dojde k zaškrcení cévních svazků. Ve finálním stádiu nezřídka dochází i k vyhnití původního kmene obsazené dřeviny a výsledkem je dutá válcovitá struktura tvořená již jen srostlými kořeny fíkovníku.
Srůstat mohou nejen kořeny v rámci jedné rostliny, ale i kořeny více jedinců navzájem.

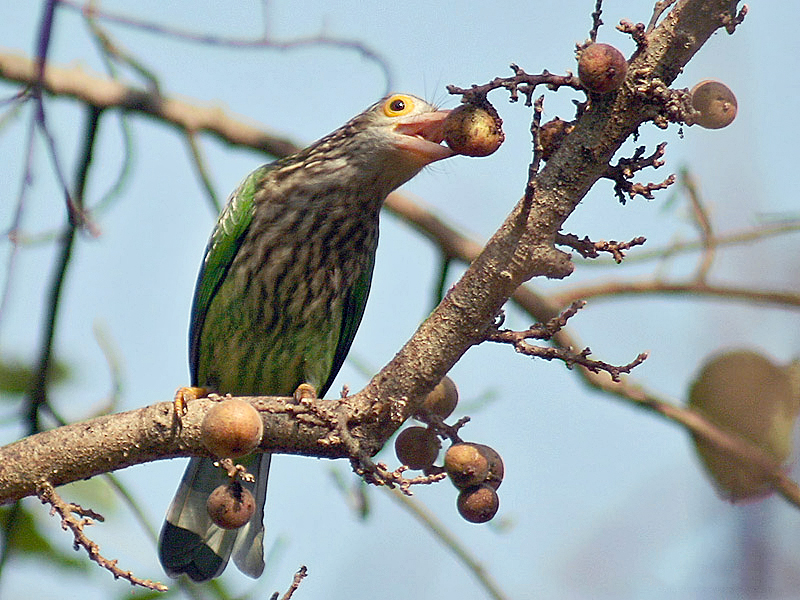
Vousák čárkovaný (Megalaima lineata ozobávající fíky fíkovníku hroznovitého (Ficus racemosa)
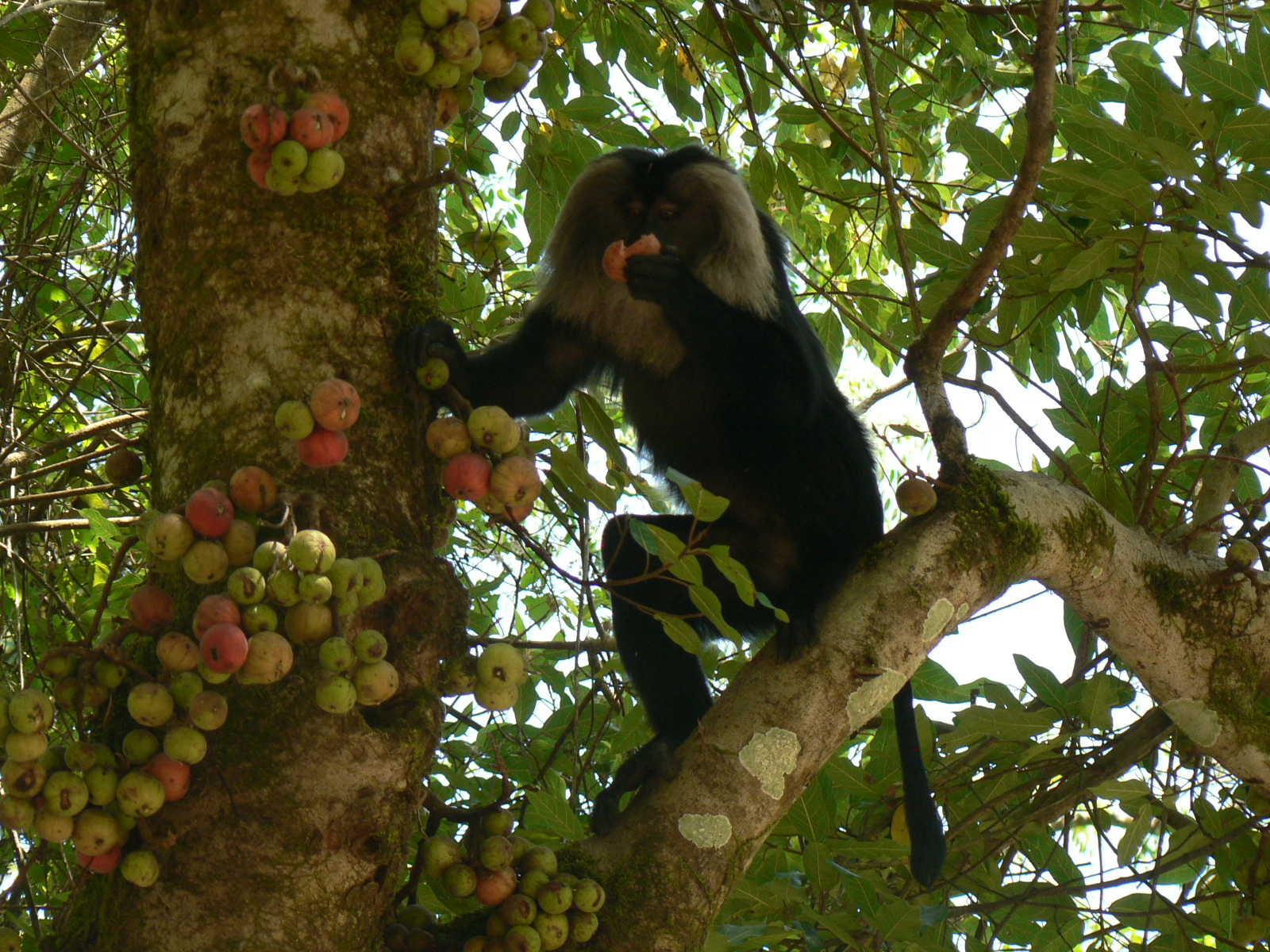
Makak lví hodující na fících fíkovníku hroznovitého (Ficus racemosa)
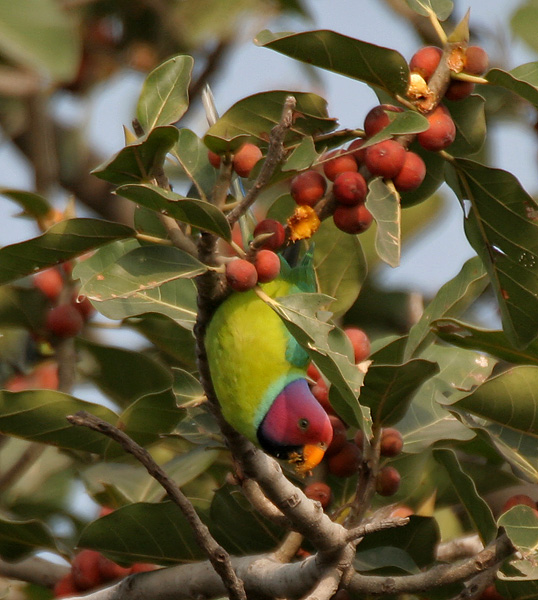
Alexandr rudohlavý (Psittacula cyanocephala) na fíkovníku banyánu (Ficus benghalensis)
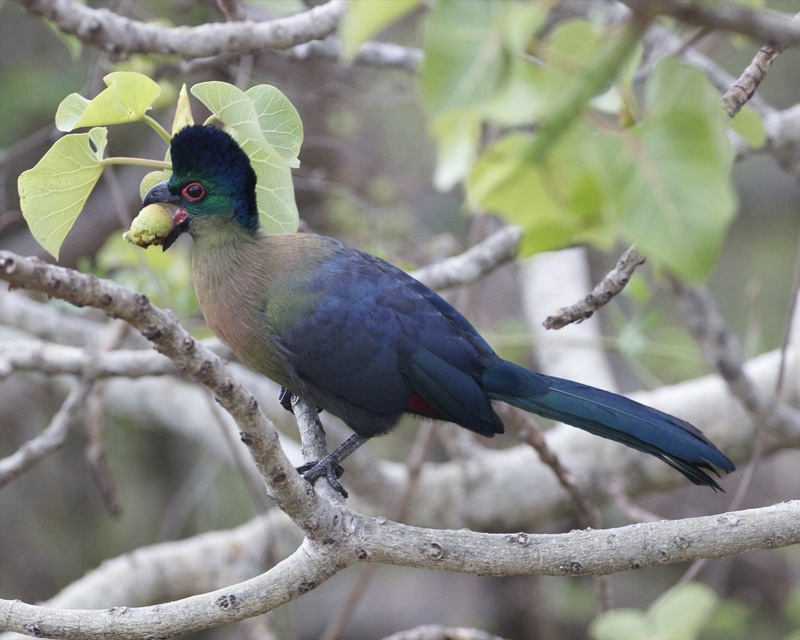
Turako lesklohlavý na fíkovníku v jižní Africe

## Taxonomie a nomenklatura
Fíkovník je jediným rodem podčeledi Ficeae čeledi morušovníkovité (Moraceae).
V minulosti byl rod fíkovník některými autory rozdělen podle květní morfologie na množství samostatných rodů, avšak toto členění se šířeji neujalo.
Ustálené české jméno pro rod Ficus je fíkovník. Občas je zvláště v populární literatuře používáno označení fíkus, rozdělení rodu na fíkusy a fíkovníky však nemá oporu v taxonomii.

## Zástupci
- fíkovník banyán (Ficus benghalensis)
- fíkovník drobnolistý (Ficus benjamina)
- fíkovník egyptský (Ficus sycomorus)
- fíkovník hroznovitý (Ficus racemosa)
- fíkovník jilmolistý (Ficus ulmifolia)
- fíkovník lyrovitý (Ficus lyrata)
- fíkovník maloplodý (Ficus microcarpa)
- fíkovník plazivý (Ficus pumila)
- fíkovník pryžodárný (Ficus elastica)
- fíkovník smokvoň (Ficus carica)
- fíkovník velkolistý (Ficus macrophylla)

## Význam

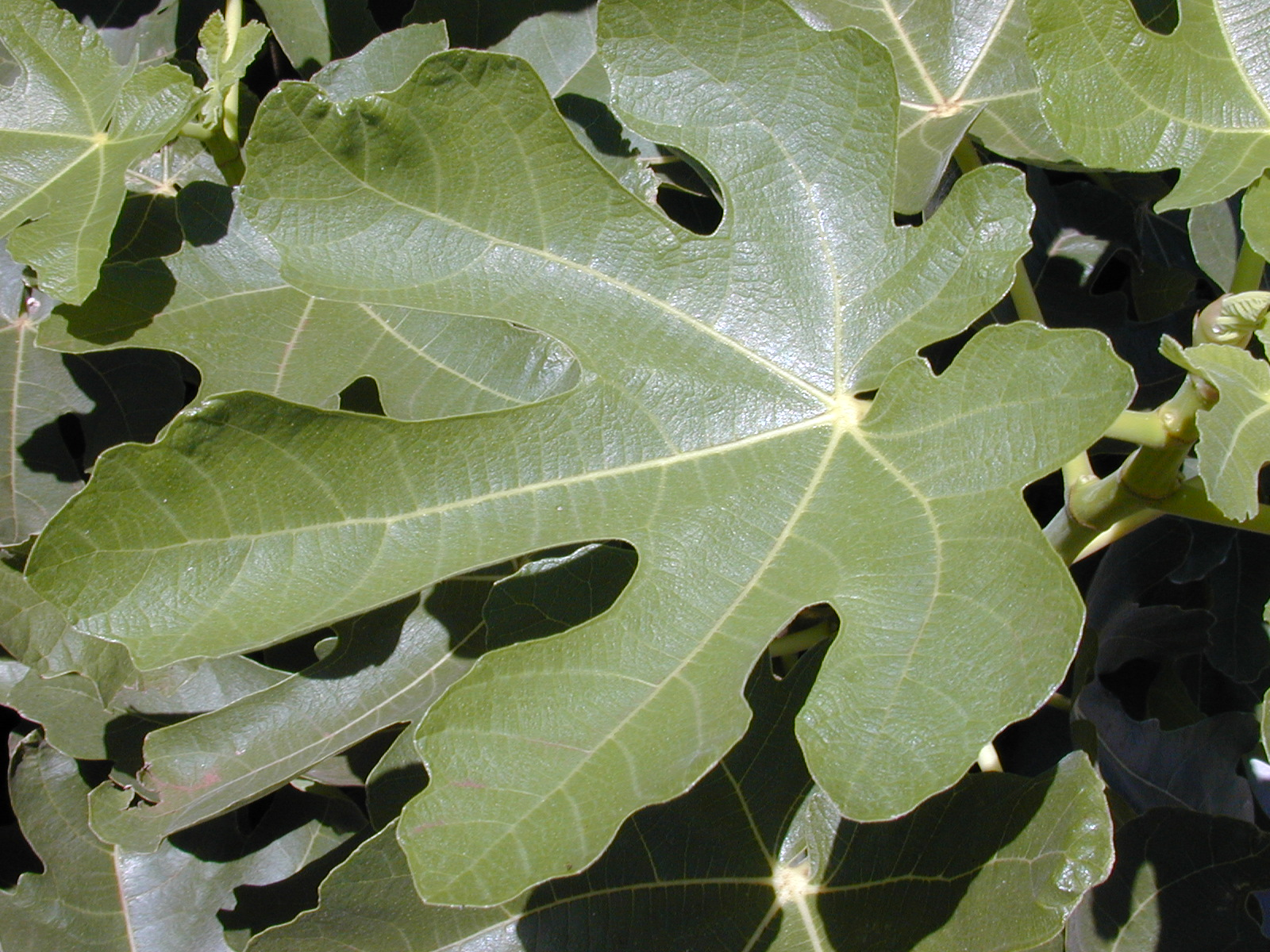
List fíkovníku smokvoně (Ficus carica)

Fíkovník smokvoň (Ficus carica) pochází z Přední Asie a byl pěstován již 3000 let před naším letopočtem. Fíky se jedí syrové nebo se suší či zpracovávají na kompoty, marmelády, vína a podobně. Jedlé plody mají i mnohé jiné fíkovníky, např. asijské druhy Ficus glomerata a F. pumila, africký F. capensis a jihoamerické druhy Ficus dulciaria a F. velutina.
Fíkovník pryžodárný (Ficus elastica) je oblíbenou pokojovou rostlinou, ve své domovině v asijských pralesích však dosahuje výšky až 30 metrů. Stromy byly v minulosti pěstovány na plantážích, neboť latex obsahuje 10 až 30 % kaučuku. Podobně byl pěstován i africký druh Ficus lutea. Později byly vytlačeny kaučukovníkem brazilským (Hevea braziliensis). Z latexu asijského druhu Ficus ceriflua je získáván vosk používaný na výrobu svíček.
Fíkovník banyán (Ficus benghalensis) je proslulý spouštěním opěrných sloupovitých kořenů z vodorovných postranních větví. Jeden jedinec se tak může postupně rozrůst v celý lesík kmenů. Tuto vlastnost mají i některé jiné druhy fíkovníků. Fíkovník posvátný (Ficus religiosa) je vysazován jako kultovní dřevina u buddhistických chrámů v celé jihovýchodní Asii. Některé druhy jsou pěstovány v tropech pro dřevo nebo jako rozměrné stínicí stromy se širokou korunou. Fíkovník plazivý (Ficus pumila) je používán k pokrytí zdí a podobně.
O fíkovníku se ,mnohokrát píše v Bibli. Poprvé v knize Genesis: Tedy otevříny jsou oči obou dvou, a poznali, že jsou nazí; i navázali lístí fíkového a nadělali sobě věníků.
Mnohé druhy fíkovníků jsou rychle rostoucí stromy, jejichž kořeny mohou nadzdvihnout chodníky nebo poškodit podzemní potrubí. Některé druhy, např. Ficus microcarpa a Ficus aurea, jsou invazivní druhy.
Některé tropické druhy fíkovníku jsou oblíbené pokojové rostliny, známé a pěstované nejčastěji pod názvem fíkus. V bytových podmínkách se pěstuje zejména fíkovník drobnolistý (Ficus benjamina), známý jako benjamin, dále fíkovník pryžodárný (Ficus elastica), Ficus ginseng, fíkovník lyrovitý (Ficus lyrata) a dlouholistý Ficus binnendijkii. Některé druhy jsou pěstovány jako bonsaje, např. fíkovník maloplodý (Ficus microcarpa) nebo Ficus retusa, známý jako 'Ginseng'.

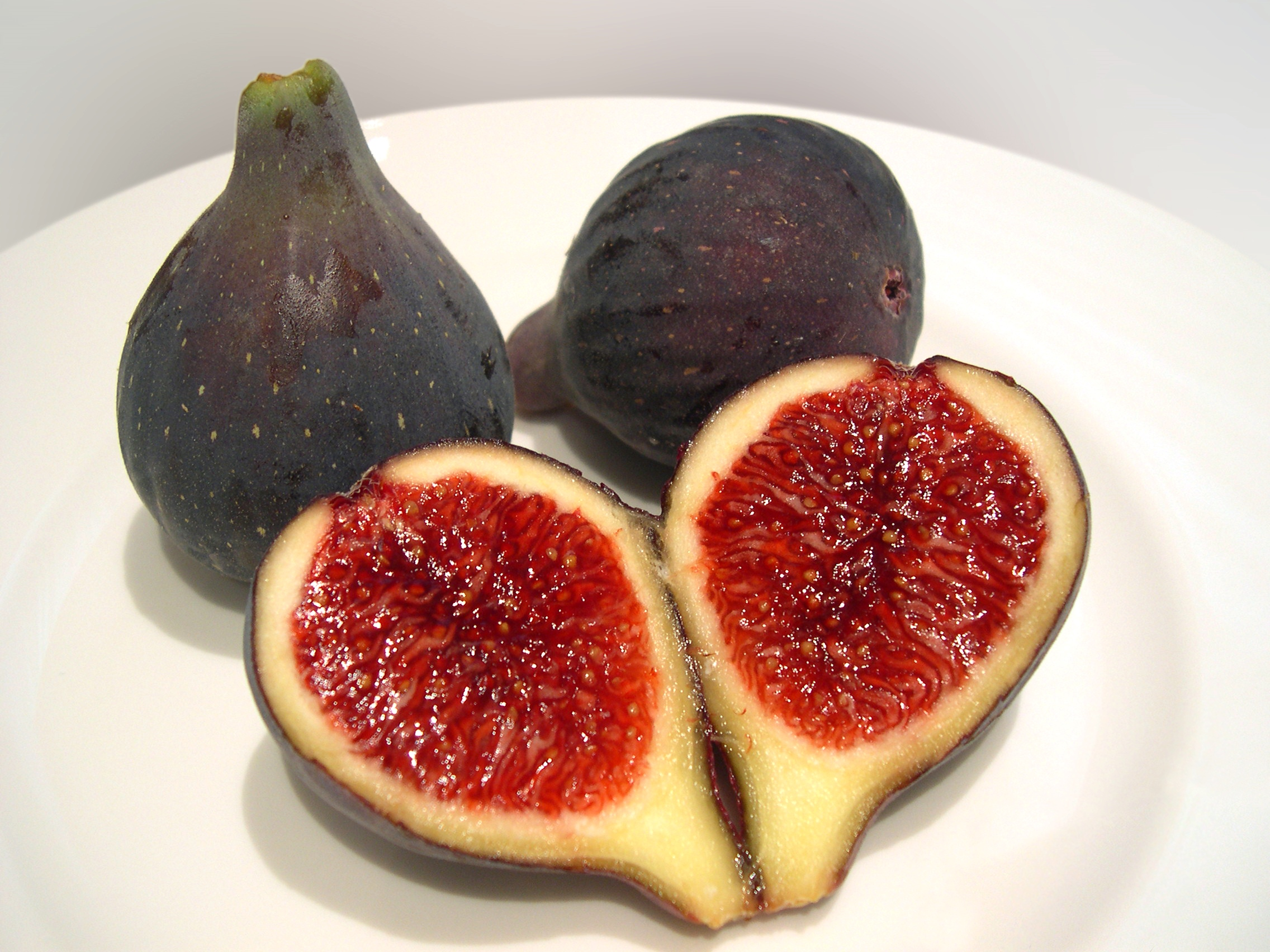
Zralé fíky fíkovníku smokvoně (Ficus carica)
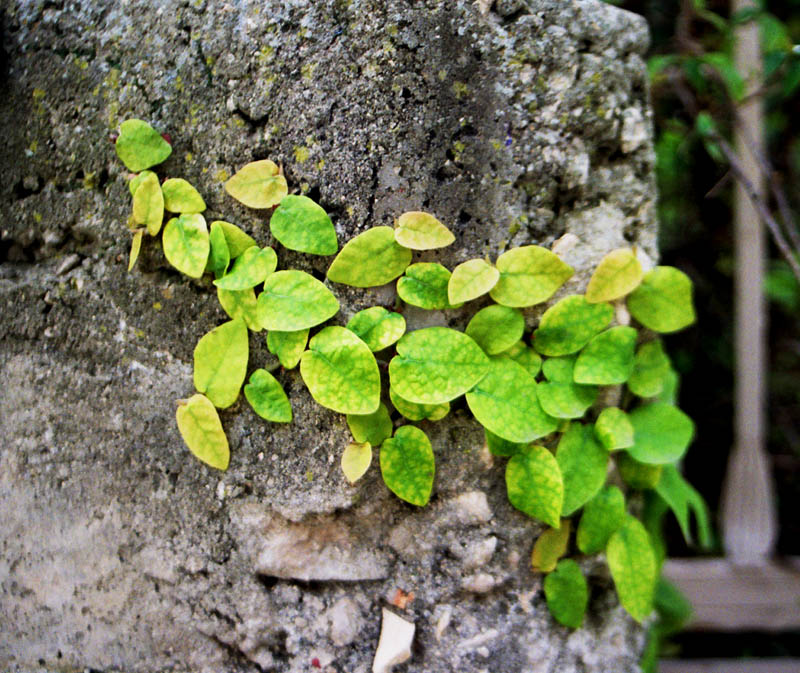
Fíkovník plazivý (Ficus pumila)
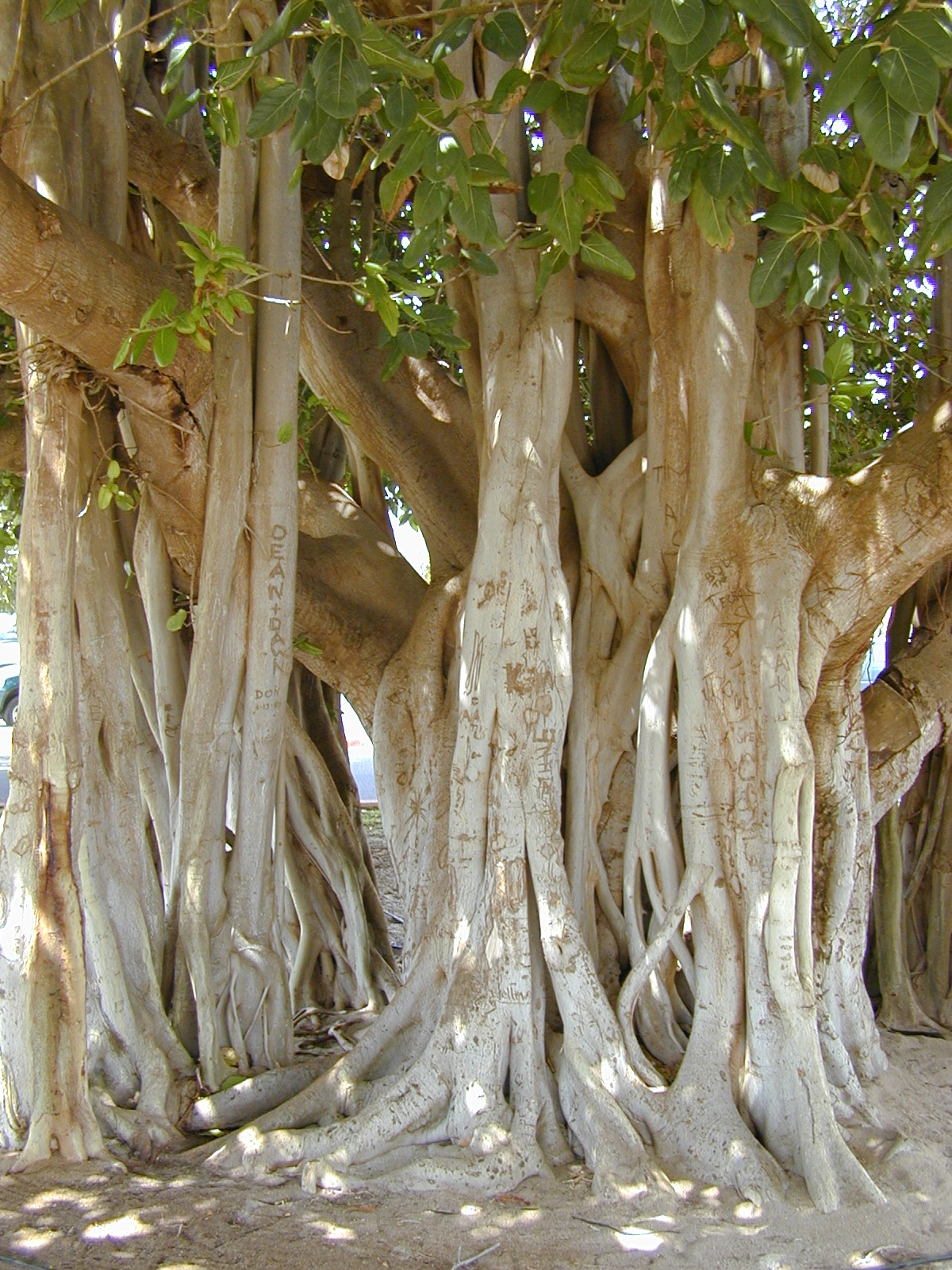
Lesík z kořenů fíkovníku banyánu (Ficus benghalensis)
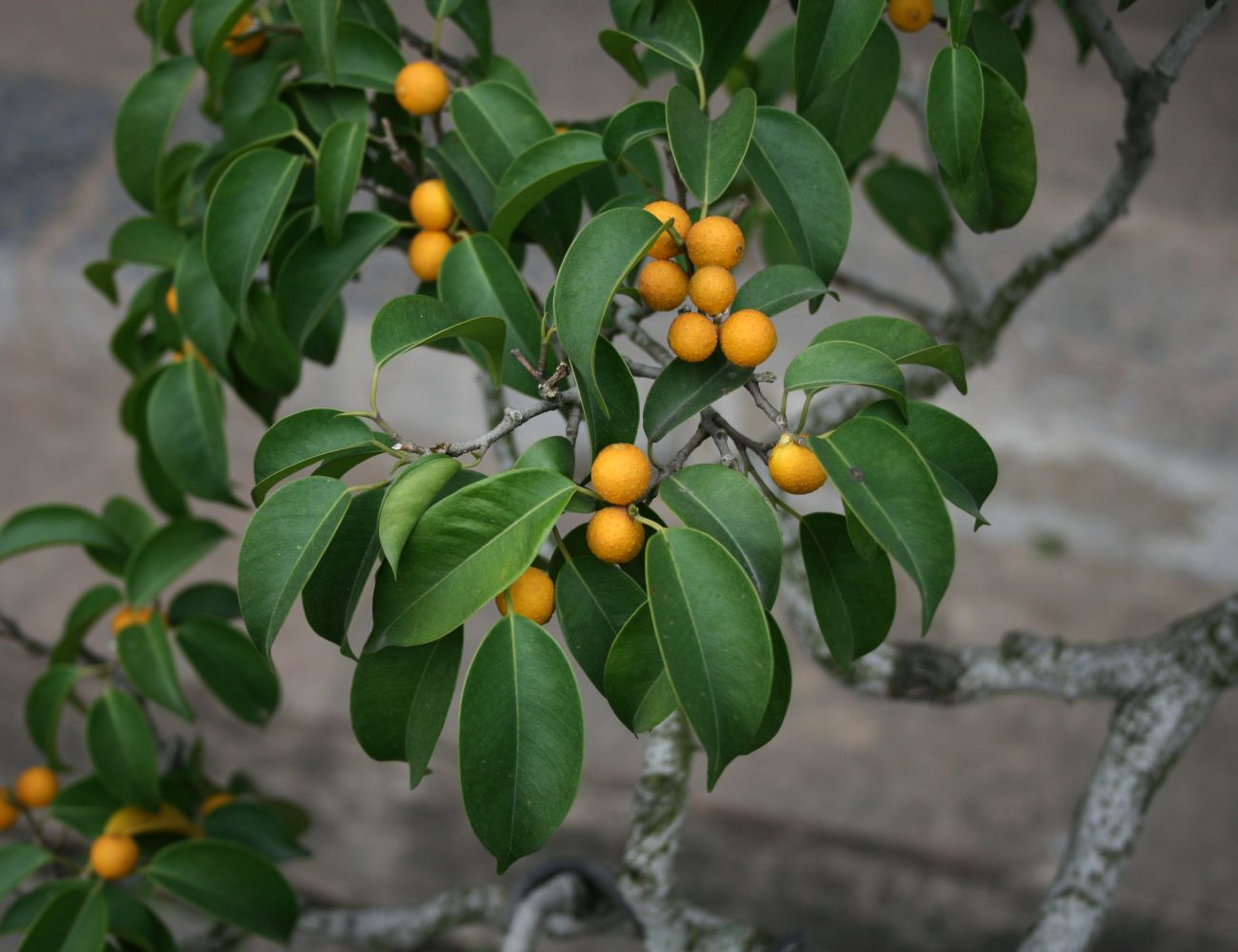
Plodící fíkovník drobnolistý (Ficus benjamina)